# تاتینگتون
تاتینگتون (به انگلیسی: Tottington) یک شهرک در بریتانیا است که در شمال غربی انگلستان واقع شده‌است. تاتینگتون ۹٬۷۸۳ نفر جمعیت دارد.